# Авдеев, Фёдор Степанович
Фёдор Степа́нович Авде́ев (19 февраля 1950, с. Сопычь, Сумская область — 7 февраля 2021, Орёл, Орловская область, Россия) — доктор педагогических наук, профессор; почётный доктор математики Реймского университета (Франция); ректор Орловского государственного университета (1992—2013).

## Биография
Родился 19 февраля 1950 года в Сопыче. С 1971 по 1975 год учился в Орловского педагогического института, по окончании которого работал там же лаборантом, затем преподавателем, проректором. В 1992—2013 годах — ректор Орловского государственного университета. С 2013 по 2021 год — советник при ректорате Орловского университета.
Возглавлял Совет ректоров вузов Орловской области. Трижды избирался депутатом Орловского областного Совета народных депутатов II—IV созывов (1998—2011), в котором возглавлял комитет по вопросам социальной политики, комитет по образованию, культуре, спорту, молодёжной политике и туризму.
Скончался 7 февраля 2021 года в Орле.

## Научная деятельность
В 1983 году защитил кандидатскую, в 1994 — докторскую диссертацию на тему «Научно-методические основы профессиональной подготовки будущего учителя математики сельской малокомплектной школы». Научные интересы связаны с разработкой и внедрением тем «Аппроксимация целых функций в некоторых многомерных комплексных пространствах» и «Научно-методические основы подготовки будущего учителя математики сельской малокомплектной школы».
Автор 46 научных работ.
Почётный доктор математики Реймсского университета (Франция).

## Награды
- медаль «За воинскую доблесть» (1970)
- медаль «За трудовую доблесть» (1974)
- медаль «За трудовое отличие»
- орден Дружбы (1996)
- Отличник народного просвещения (1996)[3]
- Заслуженный работник высшей школы Российской Федерации (2001)
- Почётная грамота Совета Федерации Федерального Собрания РФ[1]
- орден Почёта (2008)[3]
- Почётный работник науки и техники РФ (2010)[3]